# Поиск по первому наилучшему совпадению
Поиск «лучший — первый» (англ. best-first search) — алгоритм поиска, исследующий граф путём расширения наиболее перспективных узлов, выбираемых в соответствии с указанным правилом.
Джуда Перл (англ. Judea Pearl) описал поиск «лучший — первый», взяв в качестве оценки узла {\displaystyle n} значение некоторой «эвристической функции оценки {\displaystyle f(n)}, которая, вообще говоря, может зависеть от природы {\displaystyle n}, описания цели, информации собранной поиском на данный момент и, самое главное, от каких-либо дополнительных знаний о предметной области».
Некоторые авторы использовали поиск «лучший — первый» специально для описания поиска с эвристикой, служащей мерой близости к целевому состоянию, поэтому пути с лучшей эвристической оценкой рассматриваются первыми. Этот специфический тип поиска называется жадным поиском «лучший — первый».
Эффективный выбор текущего лучшего кандидата для продолжения поиска может быть реализован с помощью очереди с приоритетом.
Алгоритм поиска A* (А-звездочка) является примером оптимального поиска «лучший — первый». Алгоритм «лучший — первый» часто используются для поиска пути в комбинаторном поиске.

## Алгоритм
```
OPEN = [Начальное состояние]
пока OPEN не пусто
повторять:
 1. Удалить лучший узел из OPEN, назовем его N. 
 2. Если N целевое состояние, делаем трассировку пути назад к начальному узлу (через записи к родителям от N) и возвращаем путь.
 3. Создать список потомков узла N.
 4. Оцениваем каждого потомка, добавляем его в OPEN, и записываем N как его родителя.
закончить

```

В данной версии алгоритм не является полным, так как с его помощью не всегда можно найти путь между двумя узлами, даже если он есть. Например, алгоритм «застревает» в цикле, если он заходит в тупик -  узел с потомком, который является его родителем. Алгоритм вернётся к своему родителю, добавит тупиковой узел потомка в список OPEN и перейдёт на него ещё раз, и так далее.
Следующая версия расширяет алгоритм, используя дополнительный список CLOSE, содержащий все узлы, которые были оценены и не будут подлежать просмотру. Это позволяет избежать повторной оценки любого узла и не порождать бесконечные циклы.
```
 OPEN = [исходное состояние]
 CLOSE = []
 пока OPEN не пусто
 повторять:
  1.  Удалить лучший узел из OPEN, назовем его N, добавить его в CLOSE. 
  2.  Если N целевое состояние, делаем трассировку пути назад к начальному узлу (через записи к родителям от N) и возвращаем путь.
  3.  Создать список потомков узла N.
  4.  Для каждого потомка повторять:
        a.  Если потомка нет в списке CLOSE: Оцениваем его, добавляем его в OPEN, и записываем N как его родителя.
        b.  Иначе: если это новый путь лучше, чем предыдущий, изменяем запись на родителя.
 закончить

```

Алгоритм, описанный данным псевдокодом обеих версий, просто завершается, когда путь не найден. Практические реализации могут потребовать специальной обработки этой ситуации.

## Жадный поиск «лучший — первый»
Использование жадного алгоритма расширяет первого потомка родителей. После генерации потомков:
1. Если эвристическая оценка потомка лучше, чем у его родителя, потомок ставится в начало очереди (с родителями повторно прямо за ним), и цикл перезапускается.
2. В противном случае потомок ставится в очередь (в месте, определяемом его эвристической стоимостью). Затем производится оценка остальных наследников (если таковые имеются) у родителя.